# Mathilde de la Chapelle
Mathilde de la Chapelle, geborene Mathilde Wagener (* 10. September 1856 in Zürich; † unbekannt) war eine deutsche Theaterschauspielerin und Schriftstellerin.

## Leben
Mathilde Wagener war eine Tochter des Schauspielers Friedrich Wagener (1820–1884) und spielte zunächst an Bühnen, an denen ihr Vater als Oberregisseur tätig war, so 1874/75 am Wilhelmtheater in Magdeburg, danach in Gera, Stettin und Solingen. Von 1883 bis 1886 war sie mit dem Schauspieler Eduard de La Chapelle verheiratet.
Chapelle kam 1883 ans Leipziger Carolatheater. Sie wirkte sodann am fürstlichen Theater in Gera, 1887 bis 1891 in Magdeburg, 1892 bis 1893 in Halle, 1894 bis 1895 in Freiburg, 1896 in Zittau, 1897 in Stettin, 1898 in Essen und trat 1900 in den Verband des Stadttheaters in Straßburg. Dort wirkte sie bis 1908.
Anschließend war sie von 1908 bis 1910 in Elbing, von 1910 bis 1912 in Plauen und von 1912 bis 1918 in Bielefeld engagiert.
Noch 1930 ist sie unter dem Namen Mathilde Wagener-Chapelle als Souffleuse am Theater in Bern nachweisbar.

## Werke
- Mathilde Wagener: Die Klostergräfin. Roman. Leopold & Bär, Leipzig 1886.
- Mathilde de la Chapelle: Lilli’s Sommerfrische. Eine Backfischgeschichte. Emil Barth, Stuttgart 1899.